# صموئيل بي. كامبل
صموئيل بي. كامبل (بالإنجليزية: Samuel B. Campbell)‏ هو سياسي أمريكي، ولد في 1846 في مقاطعة جفرسون في الولايات المتحدة، وتوفي في 1917. حزبياً، نشط في الحزب الجمهوري. وقد انتخب أمين صندوق الدولة ‏.